# Psaliodes nigrifusa
Psaliodes nigrifusa är en fjärilsart som beskrevs av Max Joseph Bastelberger 1907. Psaliodes nigrifusa ingår i släktet Psaliodes och familjen mätare. Inga underarter finns listade i Catalogue of Life.